# Doppelter Fußpferdknoten
Der Doppelte Fußpferdknoten ist ein Mehr-Strang-Stopperknoten der für Befestigungszwecke, z. B. auf dem Fußpferd, als auch sowohl für Schmuck und Zierde verwendet wird.

## Anwendung
Der Fußpferdknoten ist ein Verdickungsknoten mit dem Zweck, das Ausrauschen eines Seiles oder Taues zu verhindern.
Als Zierknoten kann der Fußpferdknoten häufig an Lederbändeln in Verbindung mit Schmuck verwendet werden. Seeleute verwenden ihn an Pfeifenkordeln oder als verzierte Griffleinen am Taschenmesser oder an Reißverschlüssen.

## Knüpfen
Zuerst wird ein Kronenknoten, dann ein Wandknoten geknüpft. Dann werden die Kardeel verdoppelt und nach oben gesteckt. Zur besseren Übersicht werden hier drei verschiedenfarbige Leinen gezeigt.

### 1) Knüpfen des Kronenknotens

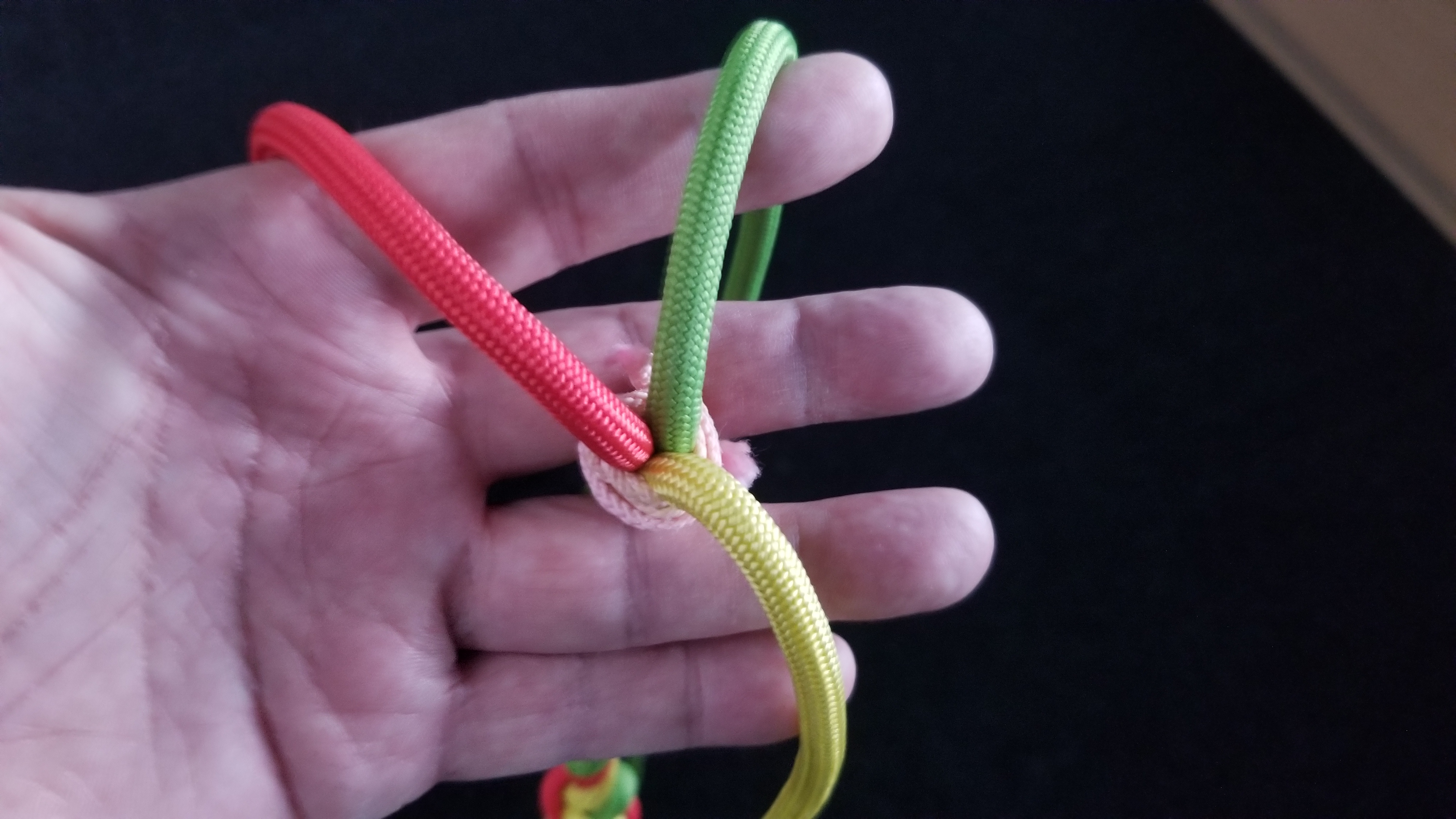
Dreikardeeliges Seil. Die Reihenfolge ist grün, gelb, rot (rechtswindend).  Man hält es am besten so, wie im Bild gezeigt. Gebunden wird entgegen dem Uhrzeigersinn
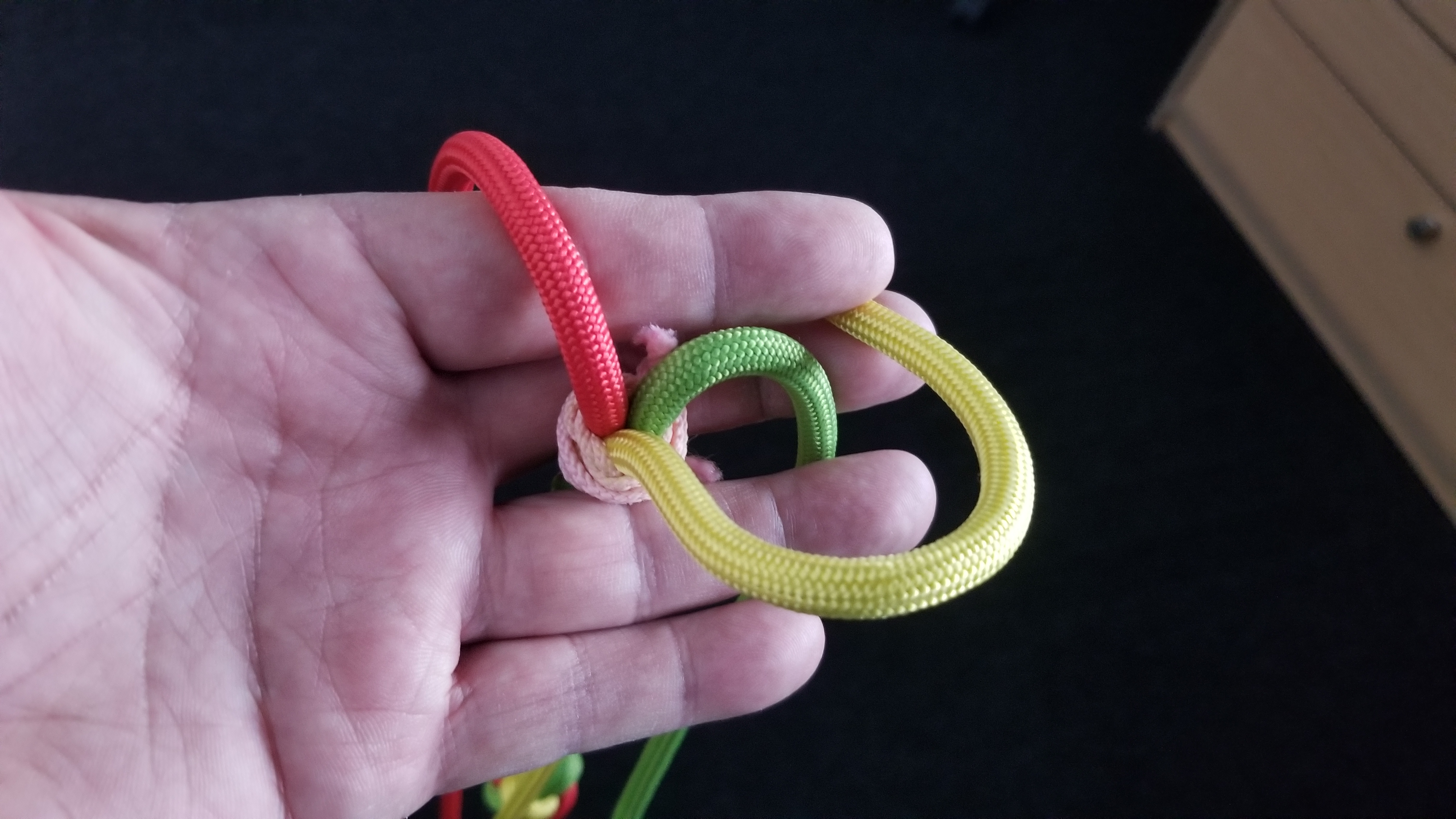
Ein Kardeel, in diesem Fall das gelbe, bringt man über das nächste, hier das grüne Kardeel
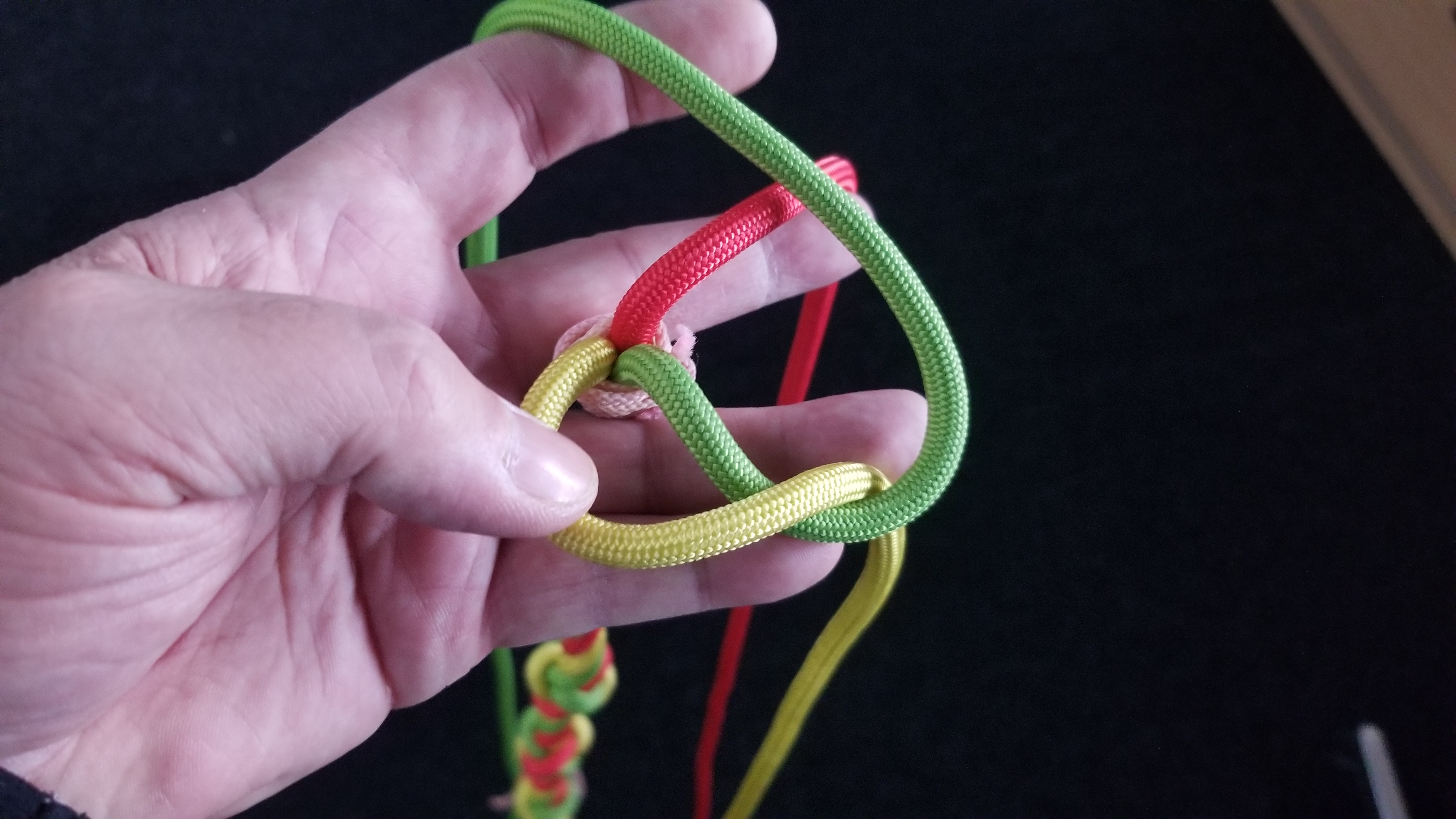
Mit dem nächsten Kardeel (grün) kreuzt man über dem zuerst bewegten Kardeel (gelb) und dem nächsten (rot)
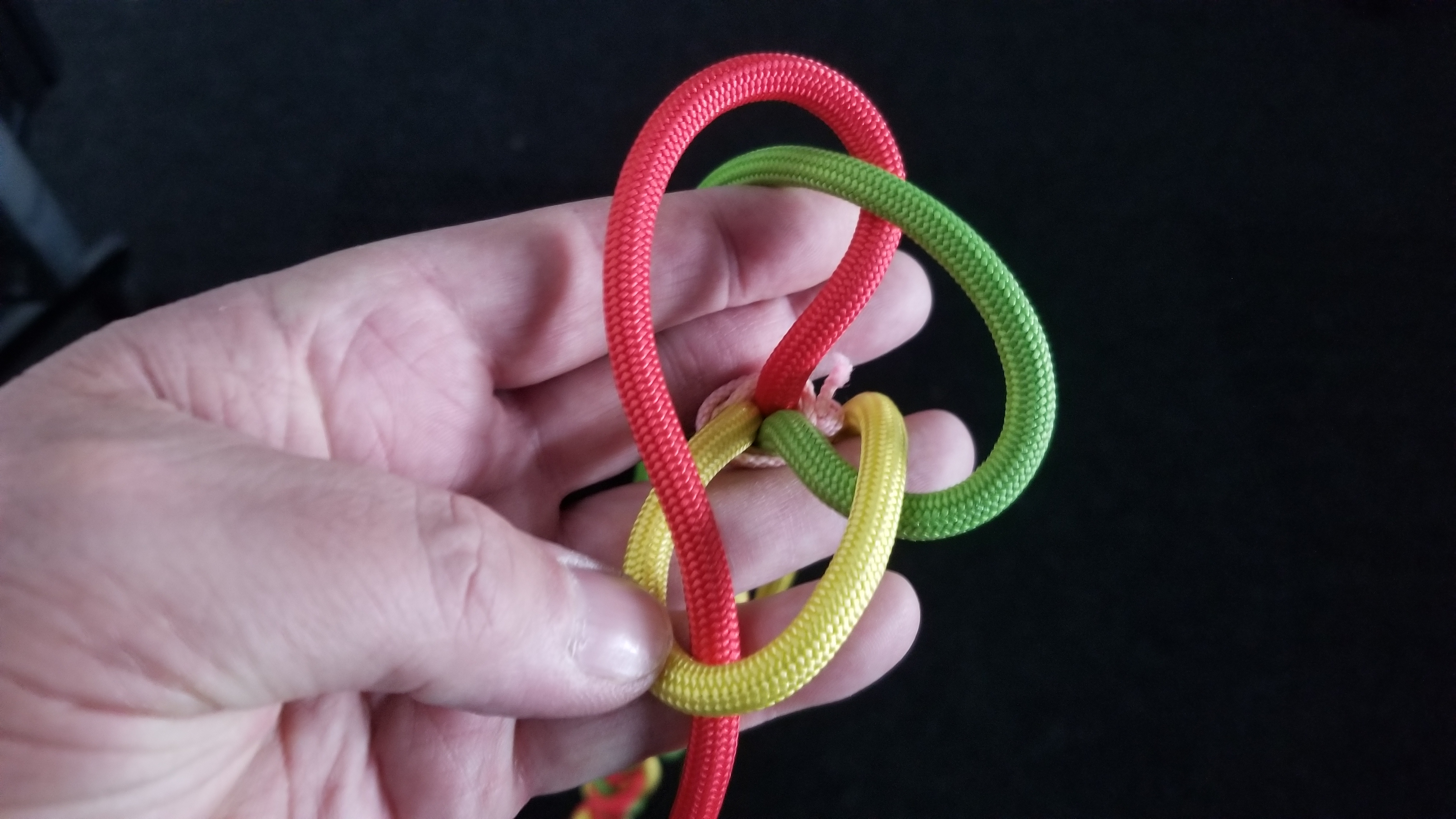
Das dritte Kardeel (rot) führt man über dem zuletzt bewegten Kardeel (grün) und steckt das Ende von oben durch die Bucht des nächsten, also zuerst bewegten Kardeels (gelb) nach unten durch
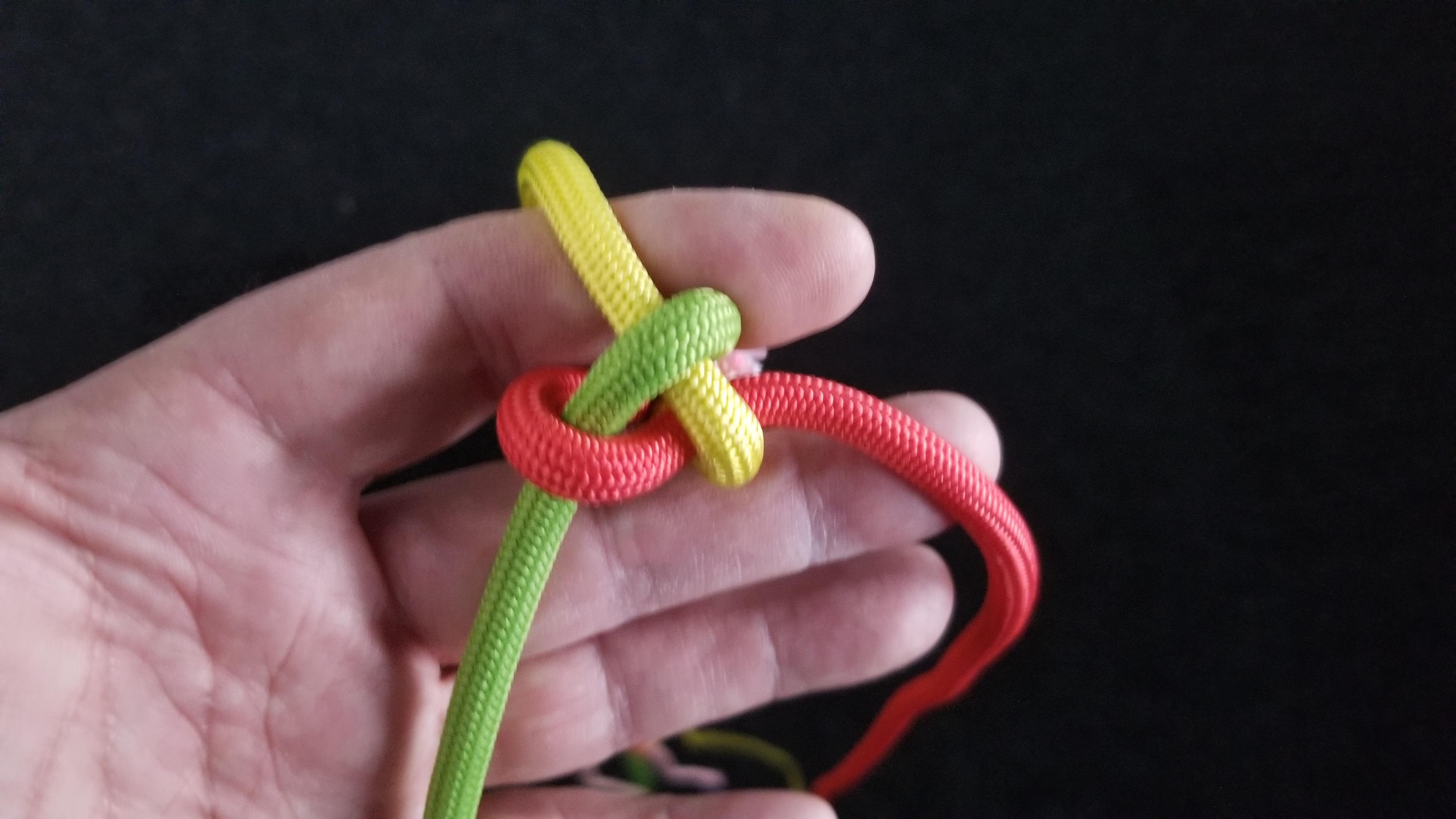
Leicht zuziehen und der Kronenknoten ist fertig

### 2) Knüpfen des Wandknotens

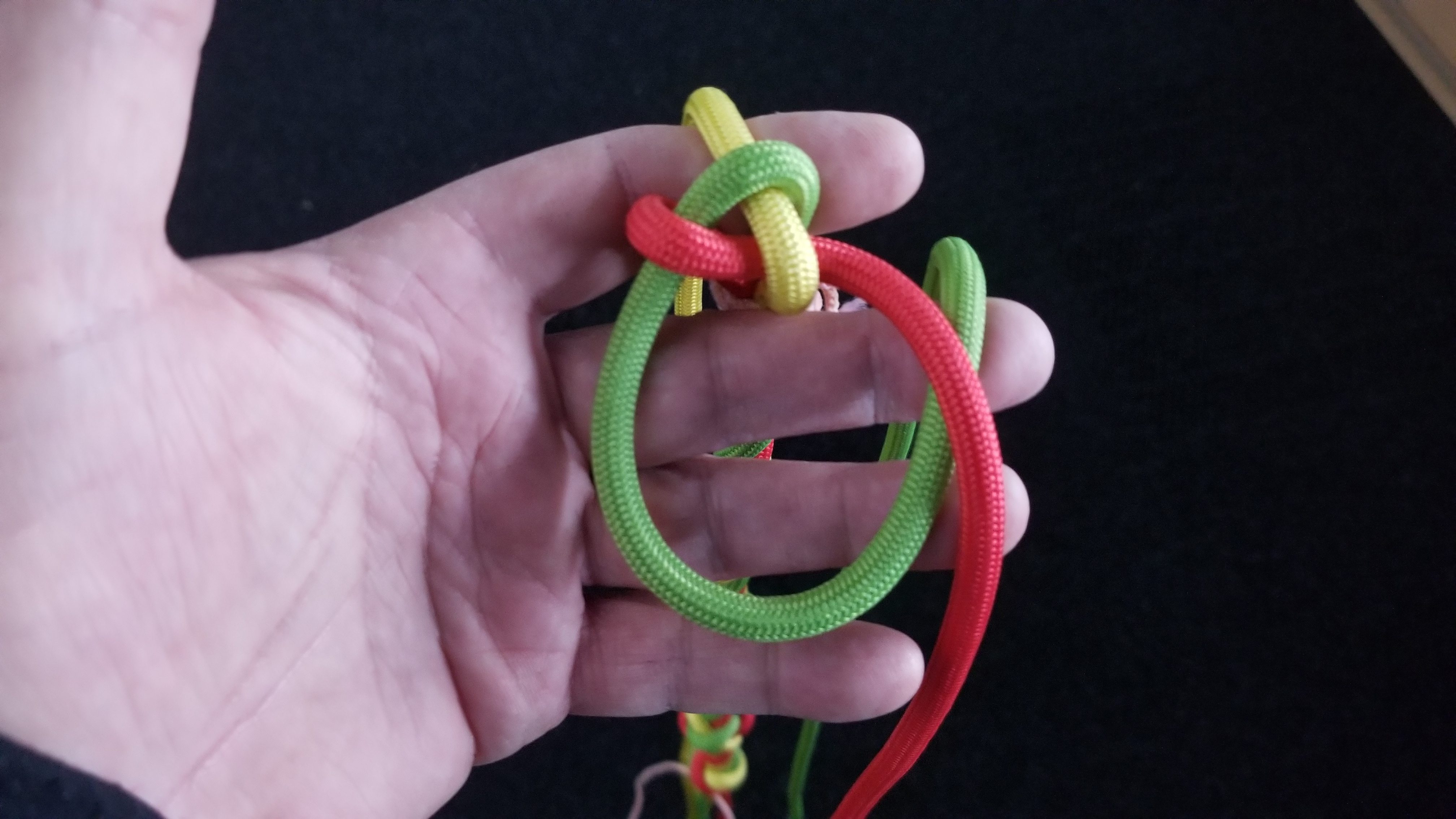
Ein Kardeel, in diesem Fall das grüne, bringt man entgegen dem Uhrzeigersinn unter das nächste, hier das rote Kardeel
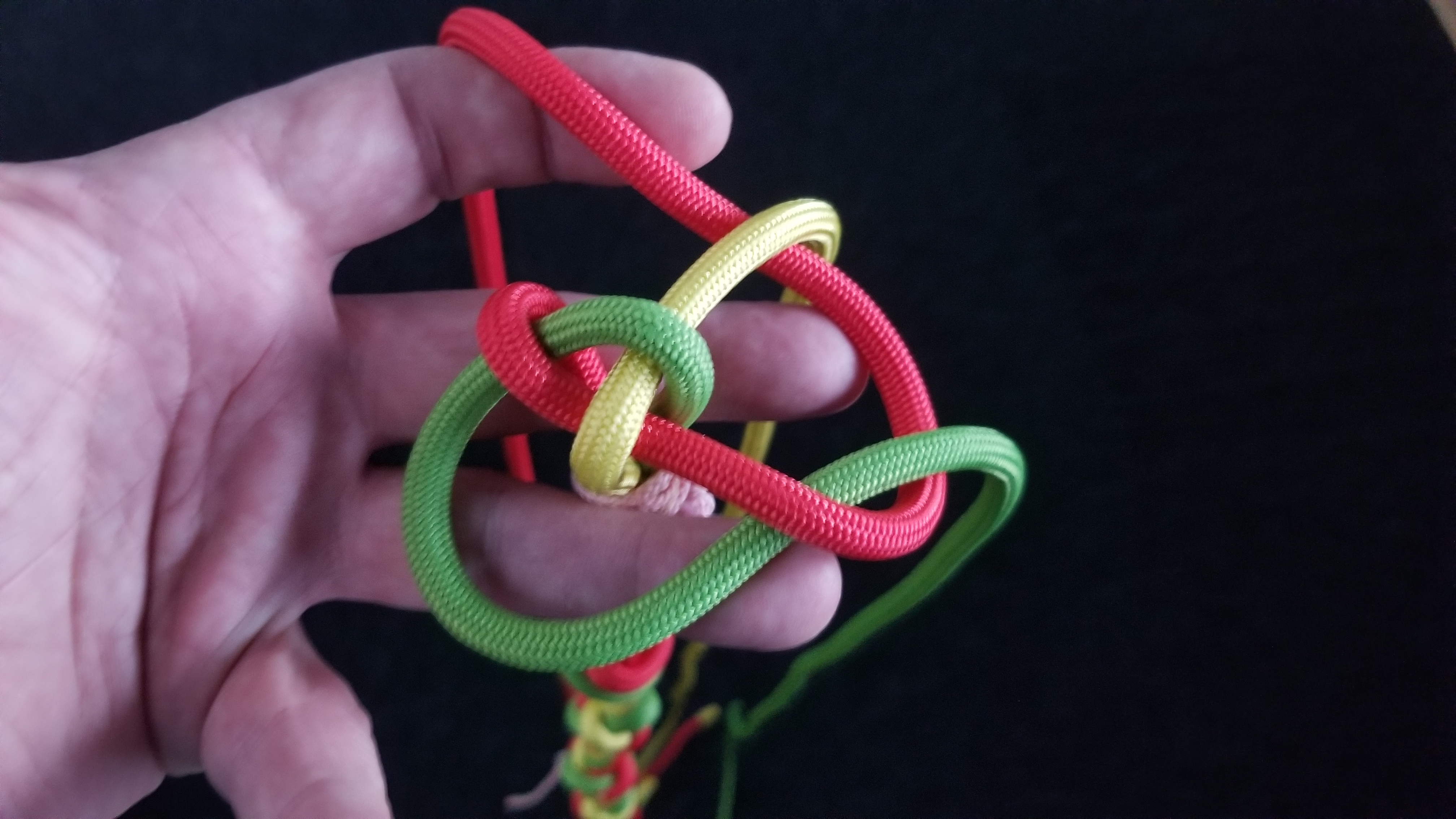
Mit dem nächsten Kardeel (rot) geht man unter dem zuerst bewegten Kardeel (rot) durch und unter de stehende Part des nächsten Kardeels (gelb)
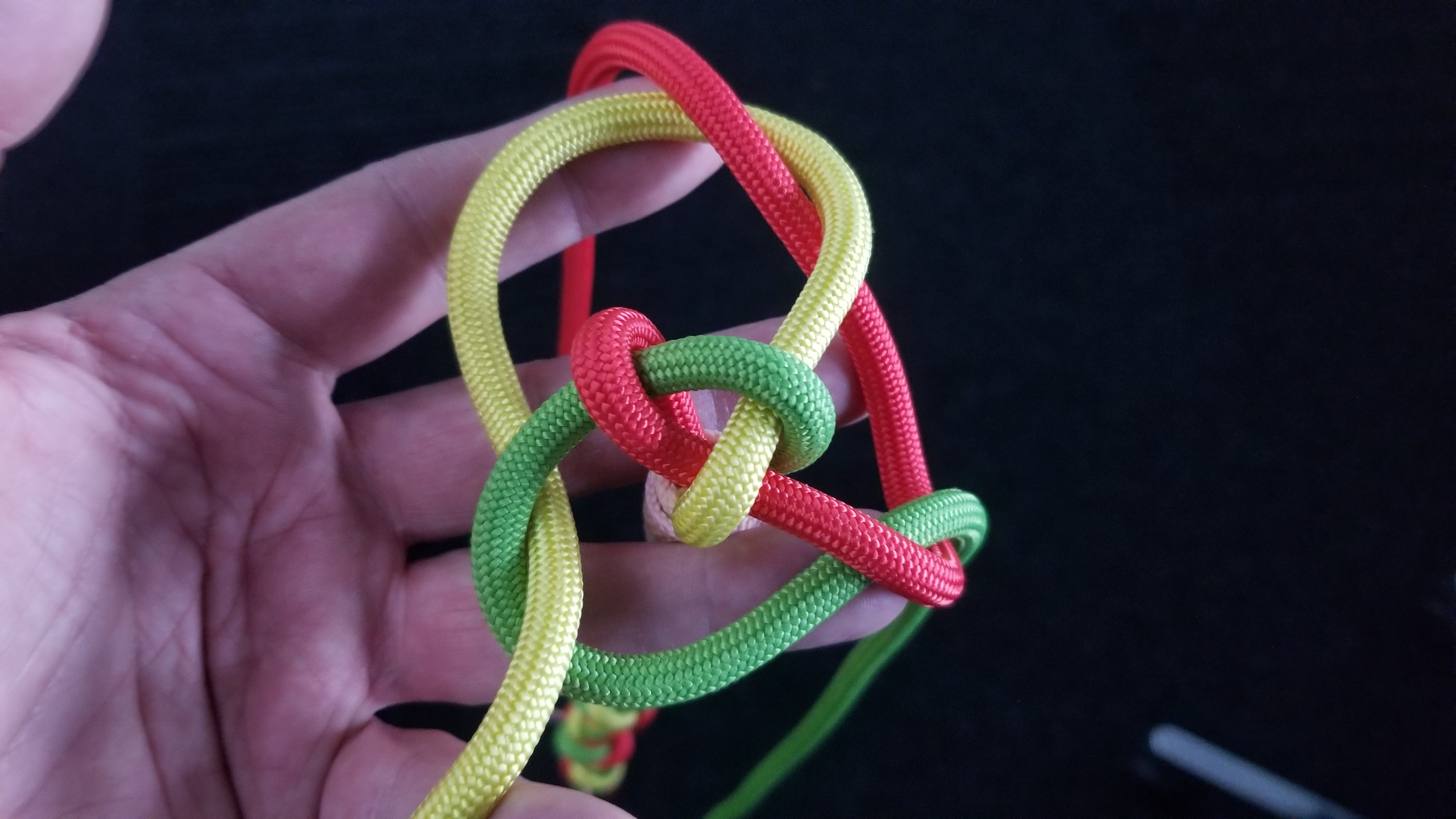
Das dritte Kardeel (gelb) führt man unter dem nächsten Ende (rot) durch und von unten nach oben durch die Bucht des zuerst bewegten Kardeels (grün). Der Wandknoten ist fertig.

Würde man hier stoppen und die Enden in der Mitte nach oben durchstecken, erhielte man einen Einfachen Fußpferdknoten.

### 3) Fertigstellung des Doppelten Fußpferdknotens
Die Führungen werden jetzt verdoppelt. Man beginnt, indem man dem zuerst gelegten Kronenknoten nachfährt.

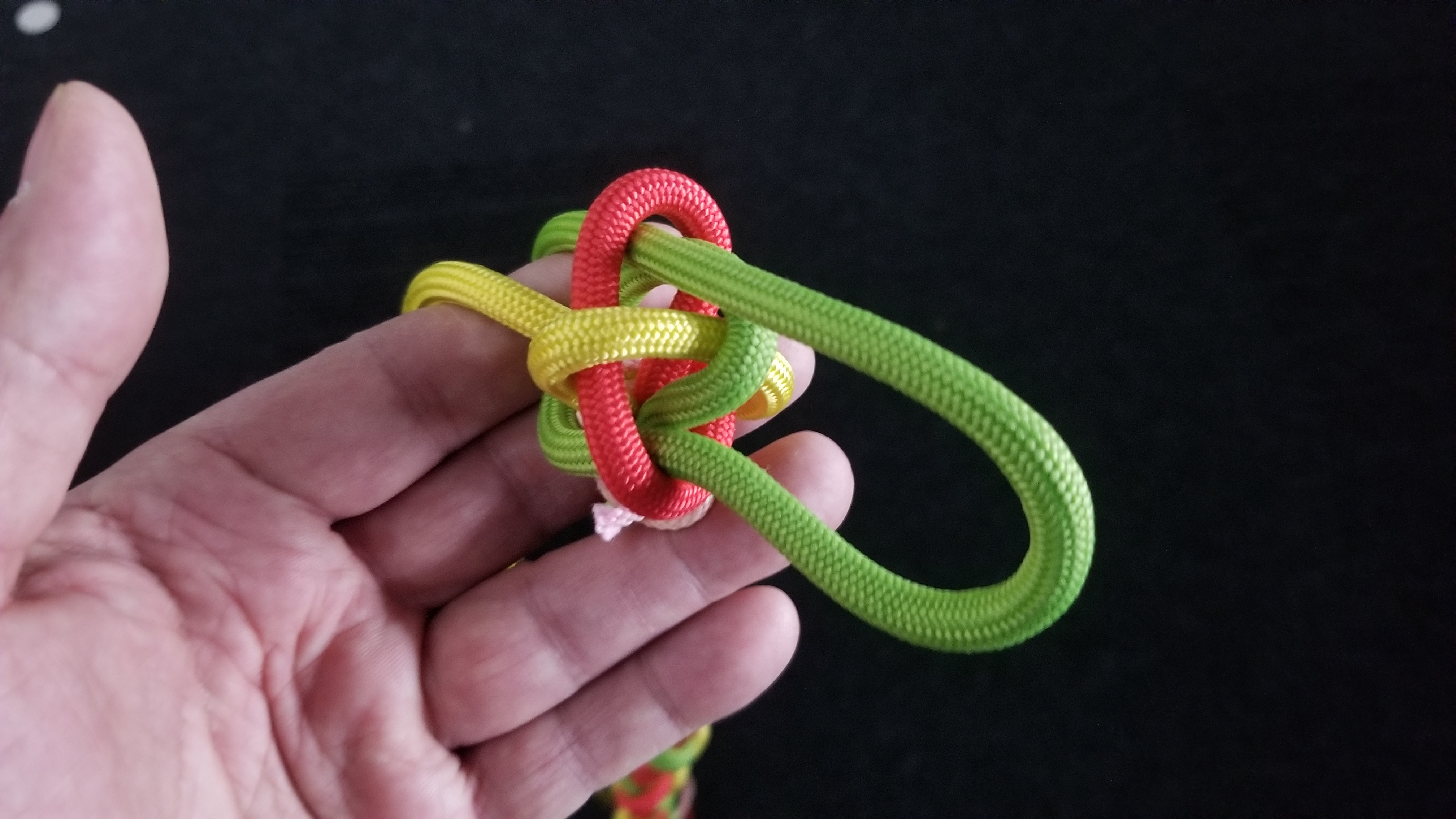
Man nimmt man das grüne Kardeel, fährt über das gelbe Kardeel und steckt es links neben dem grünen Kardeel unter die rote Bucht durch
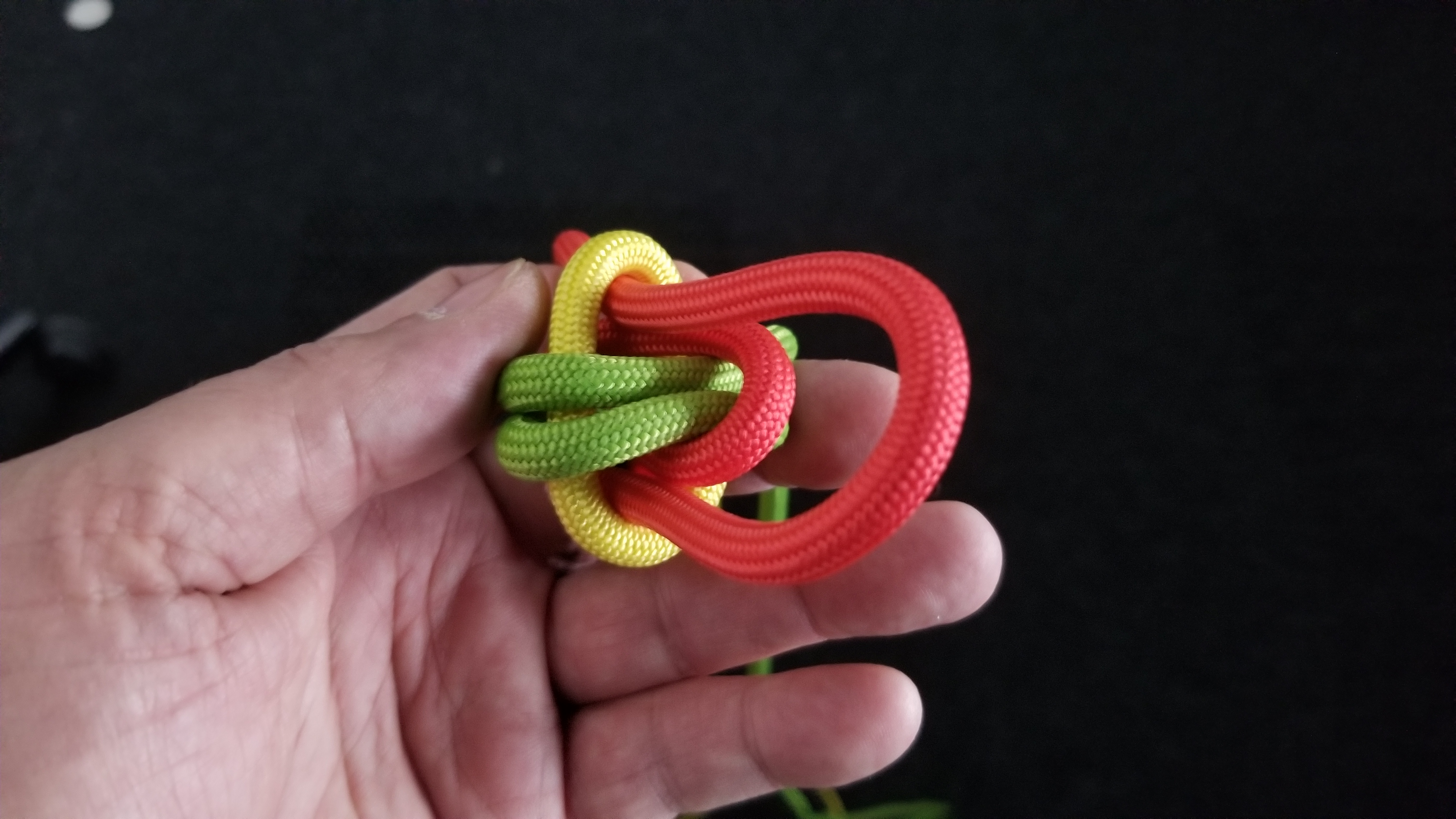
Das rote Kardeel steckt man links neben dem roten Kardeel unter die gelbe Schlaufe durch
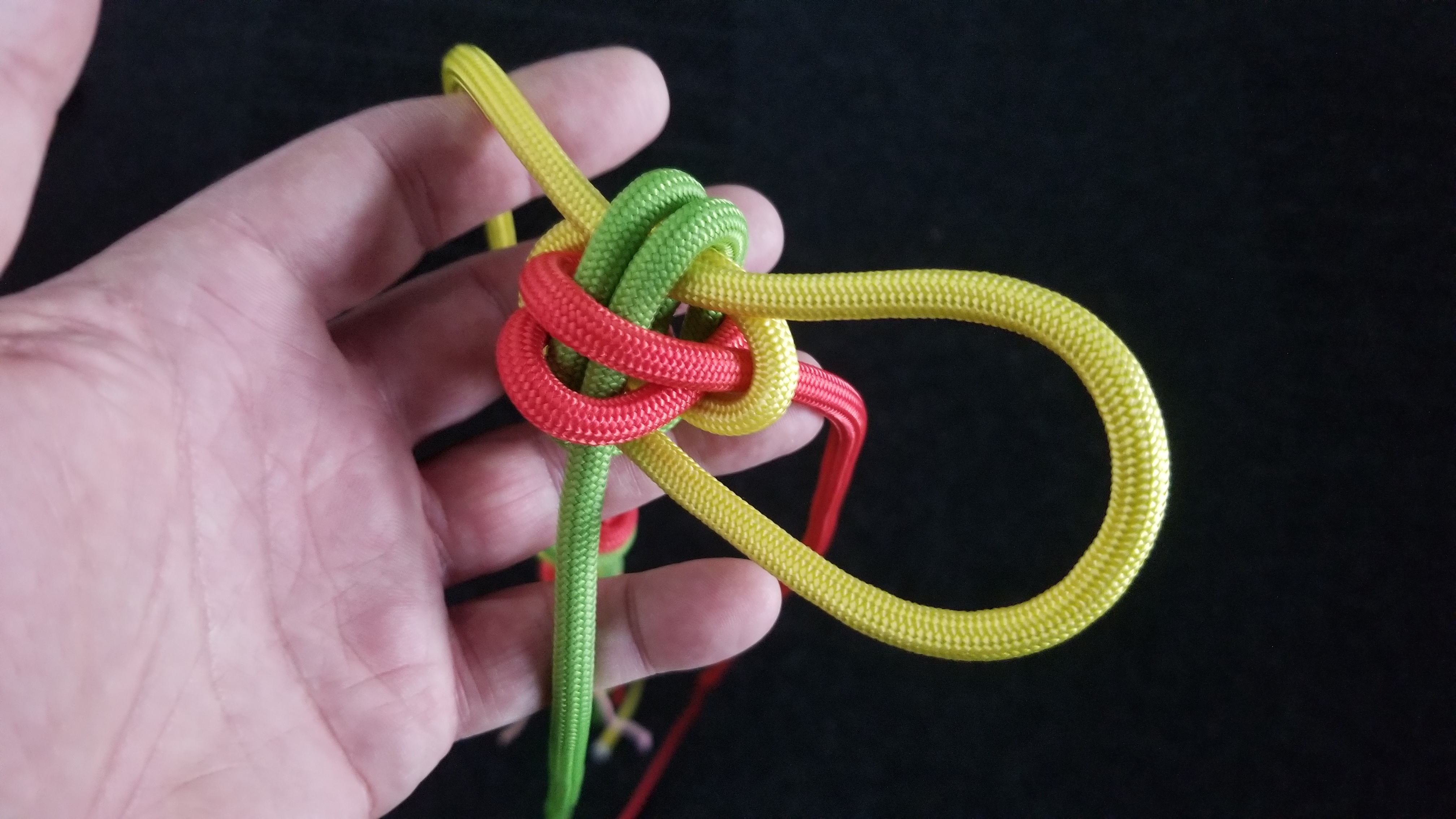
Das gelbe Kardeel wird in gleicher Weise neben dem gelben Kardeel unter die grüne Schlaufe durchgesteckt.
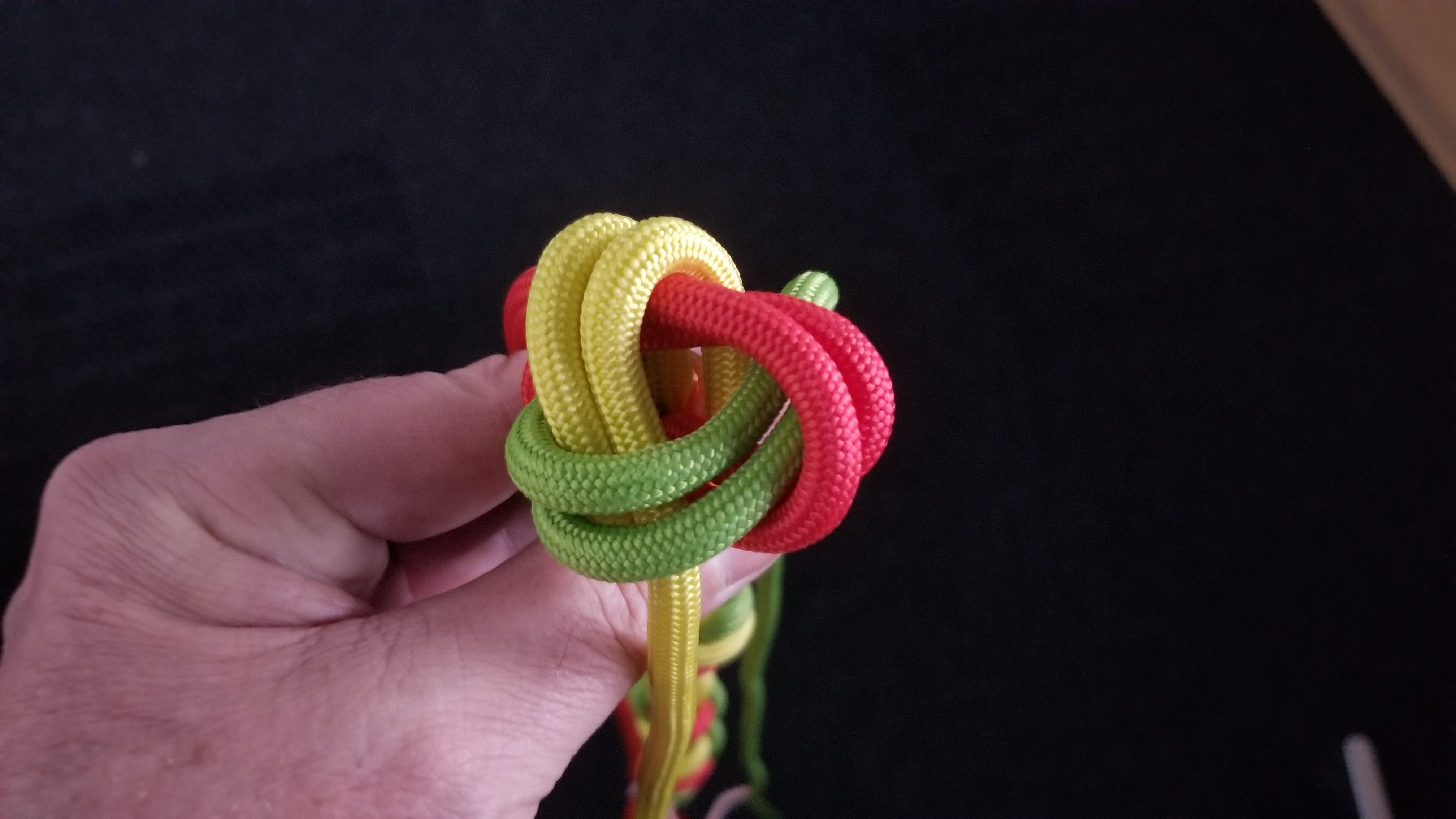
Man erhält eine doppelte Krone
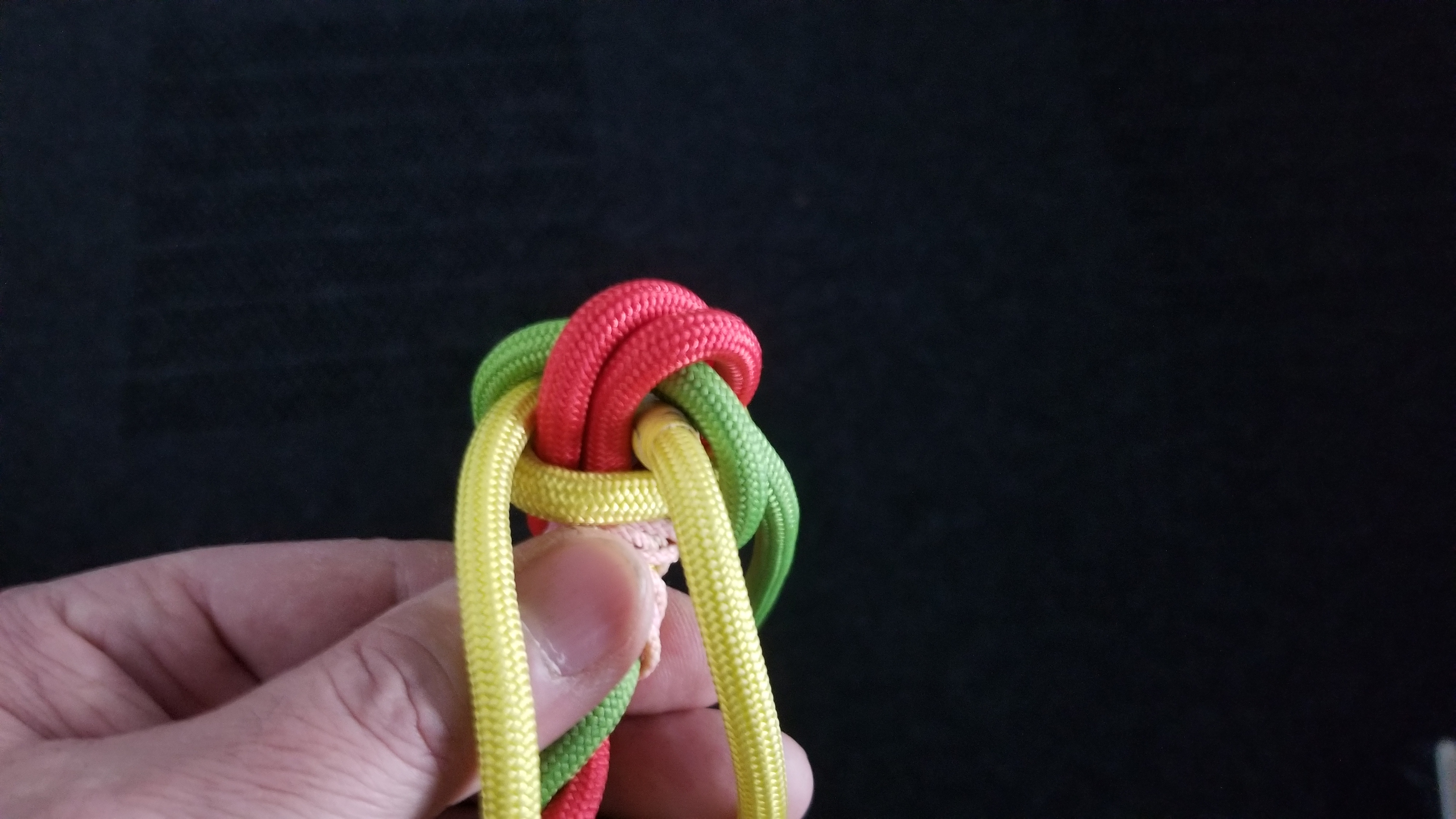
Nun wird das gelbe Kardeel an der Seite nachgeführt und
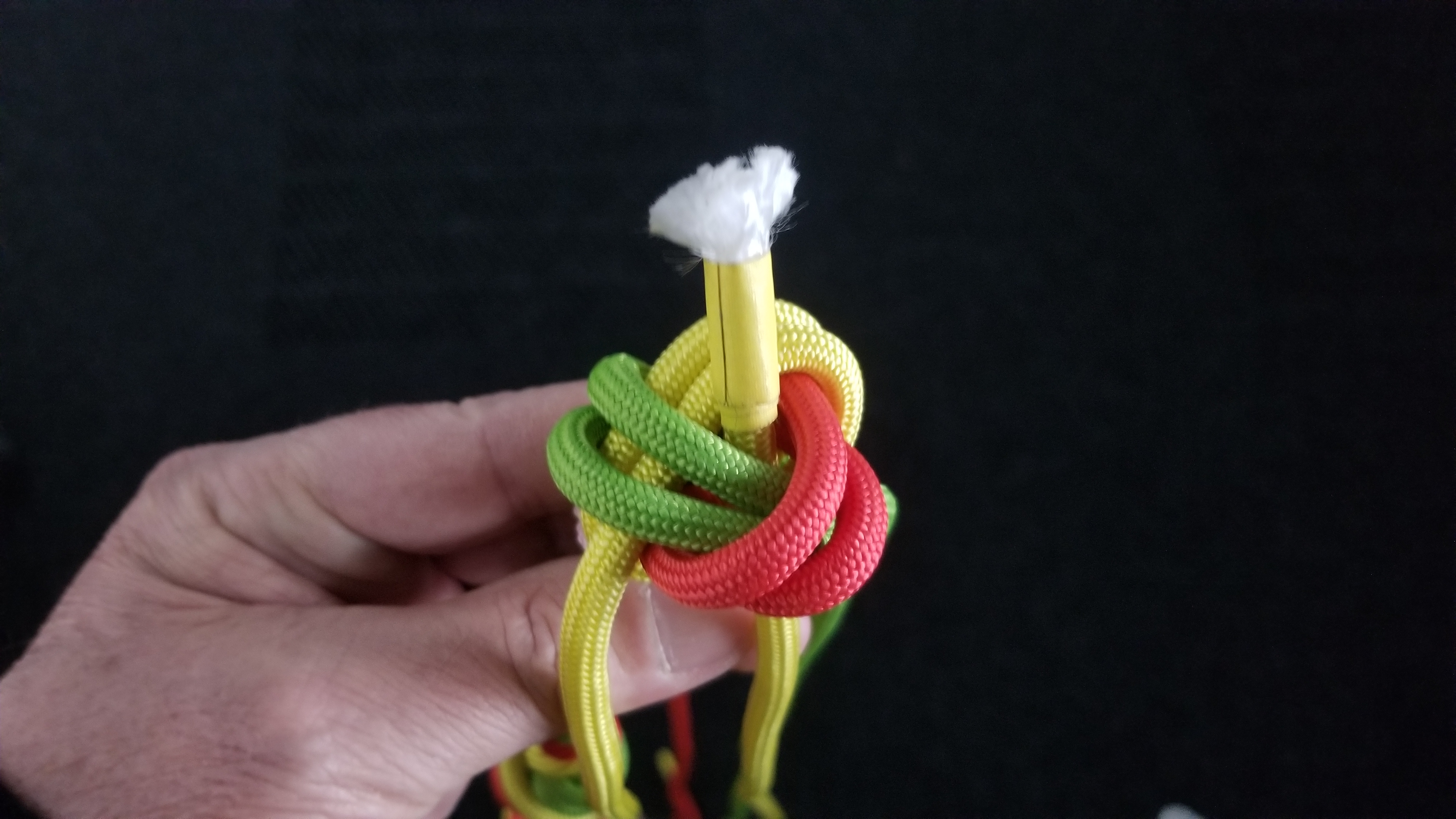
Von unten nach oben in die Mitte gesteckt
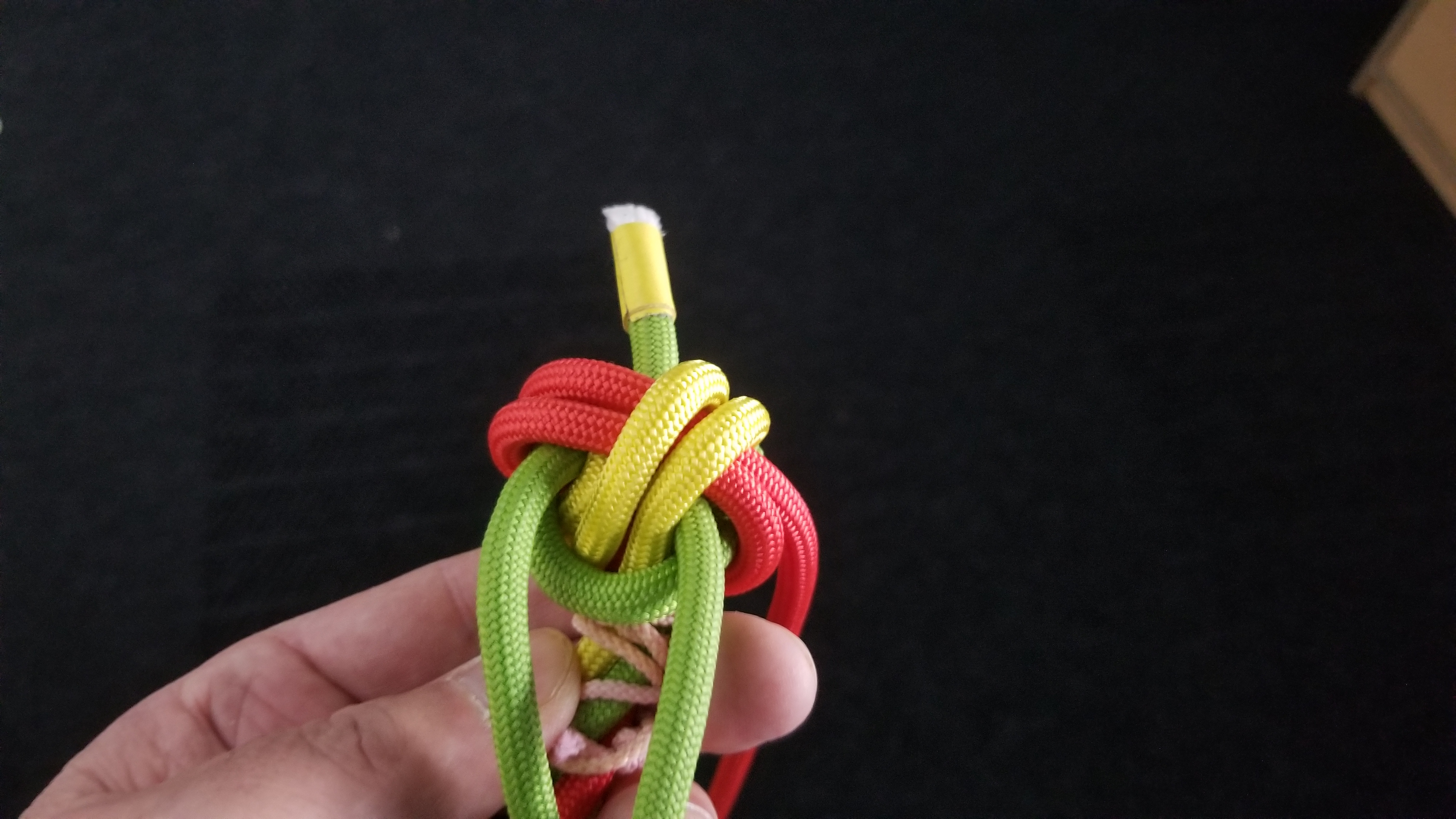
Mit dem grünen Kardeel wird ebenso verfahren
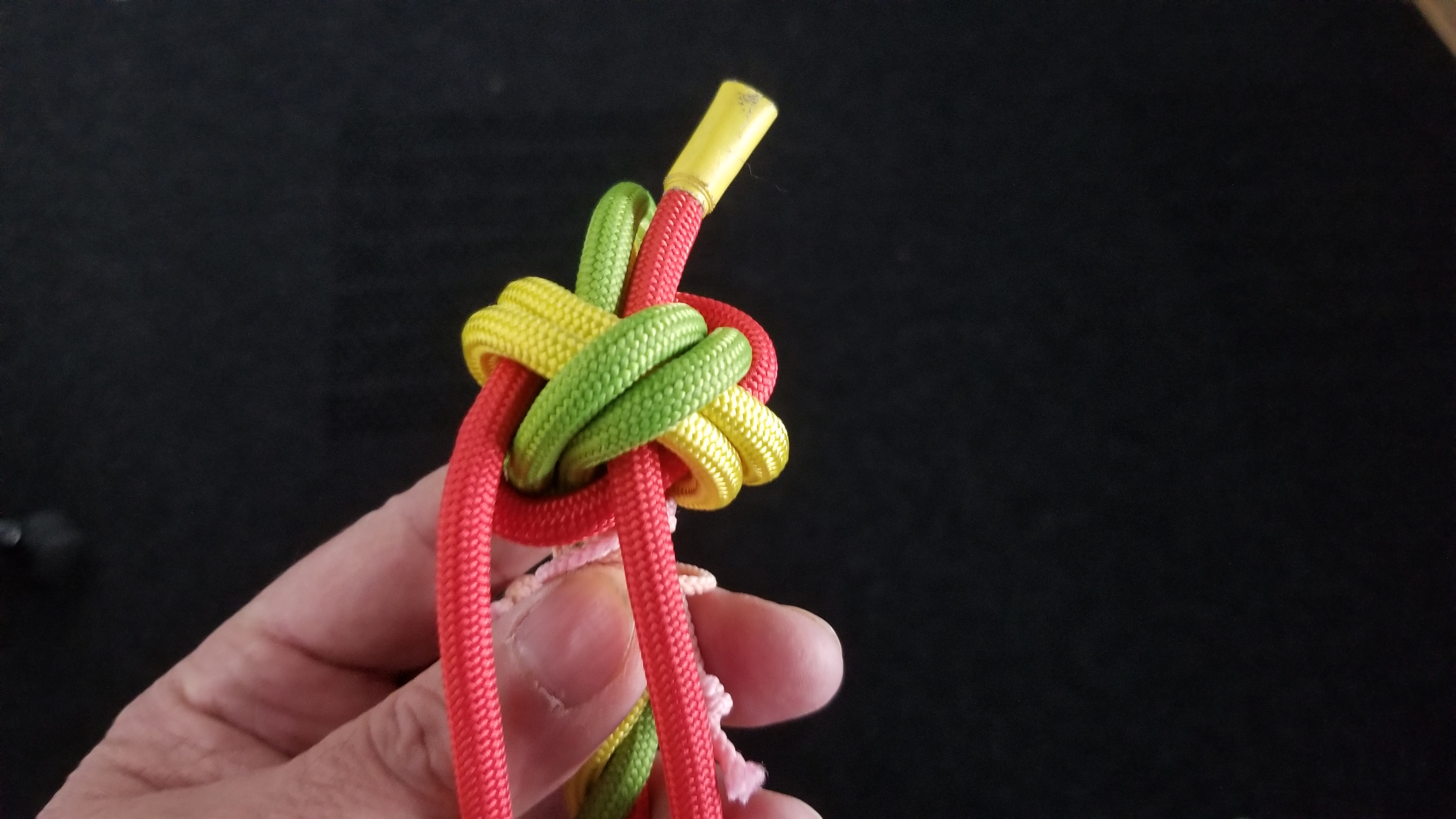
Und auch mit dem roten Kardeel
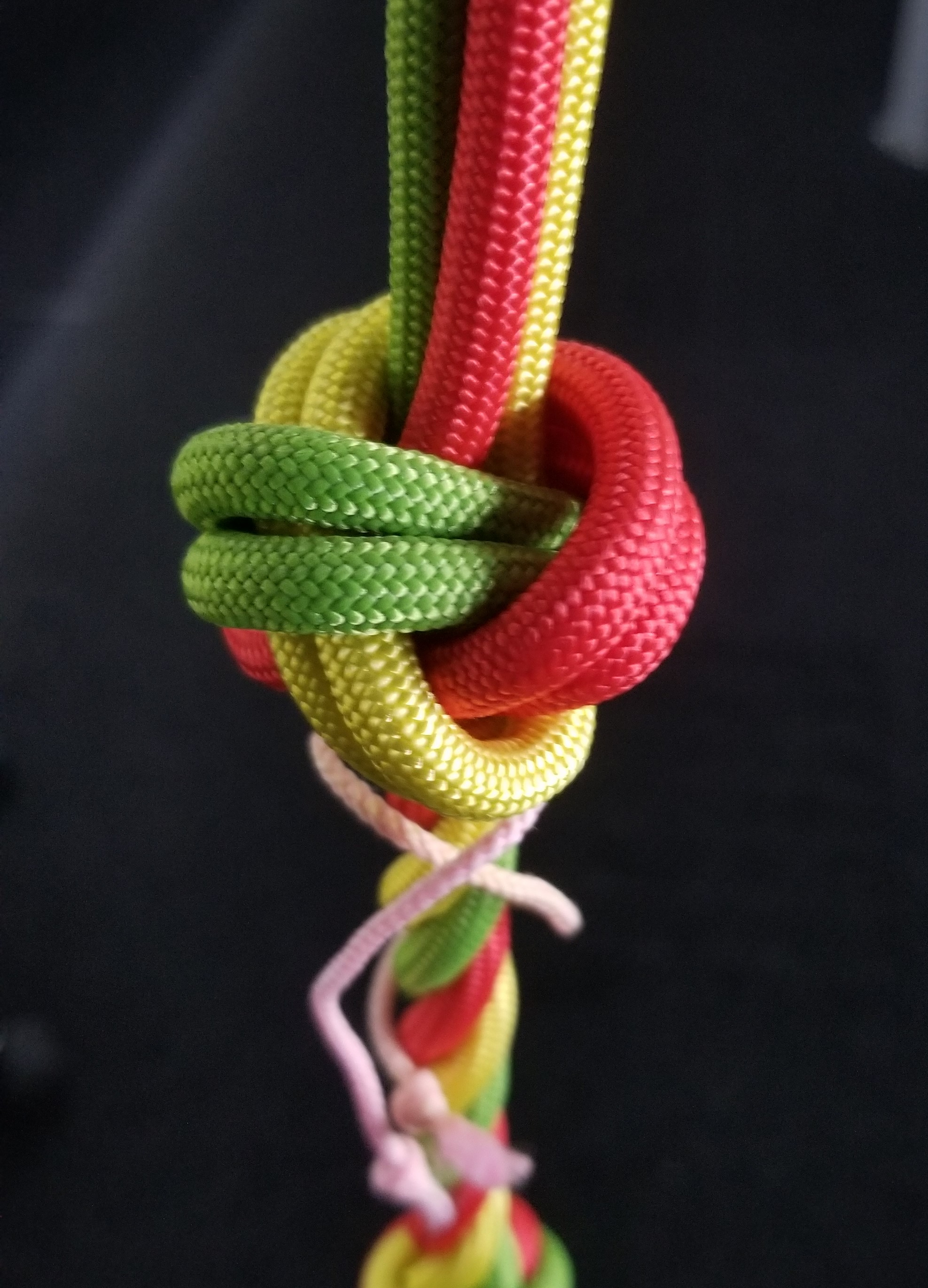
Dann den Knoten nacharbeiten und in Form bringen
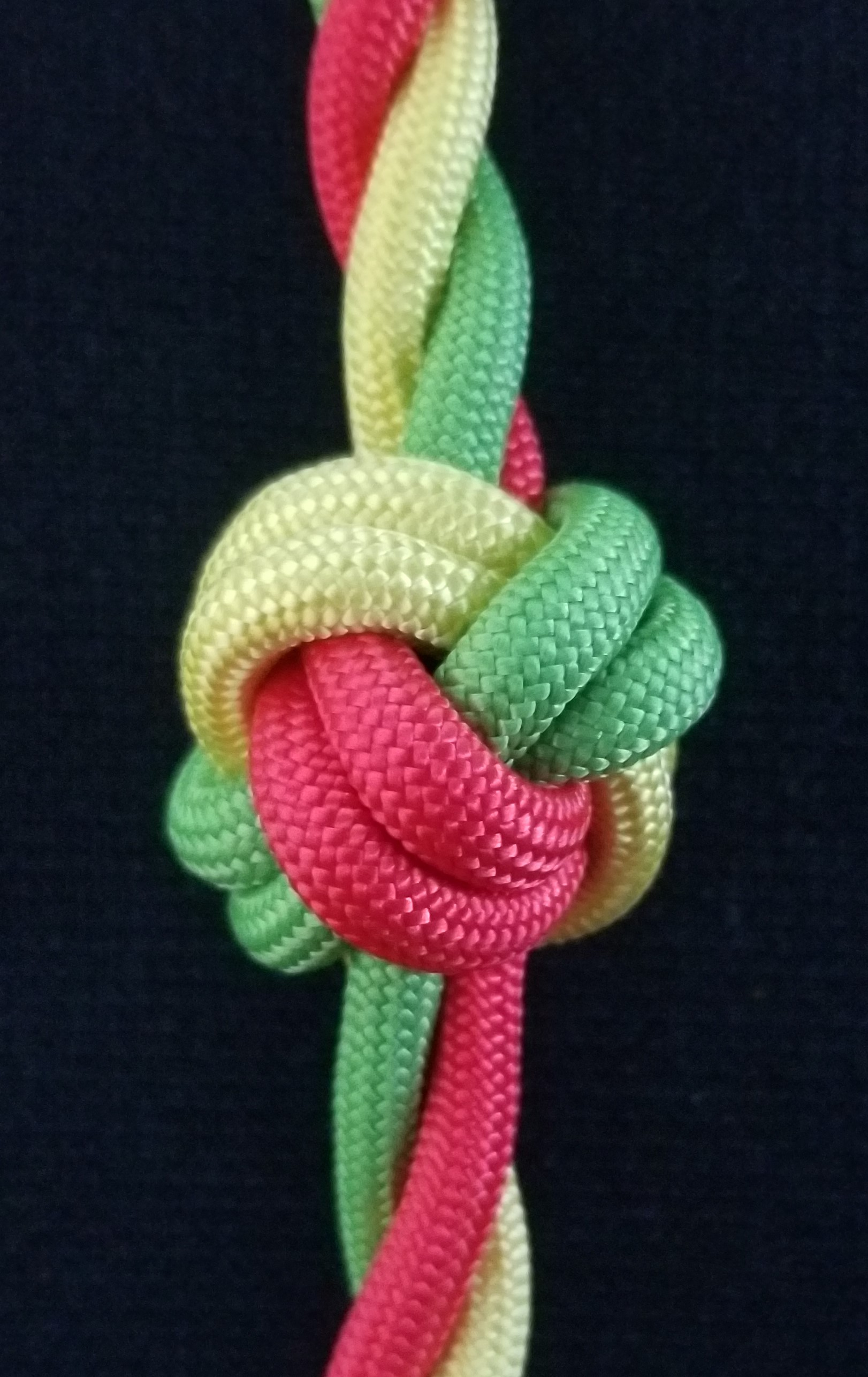
Der Knoten ist fertig

## Alternativen

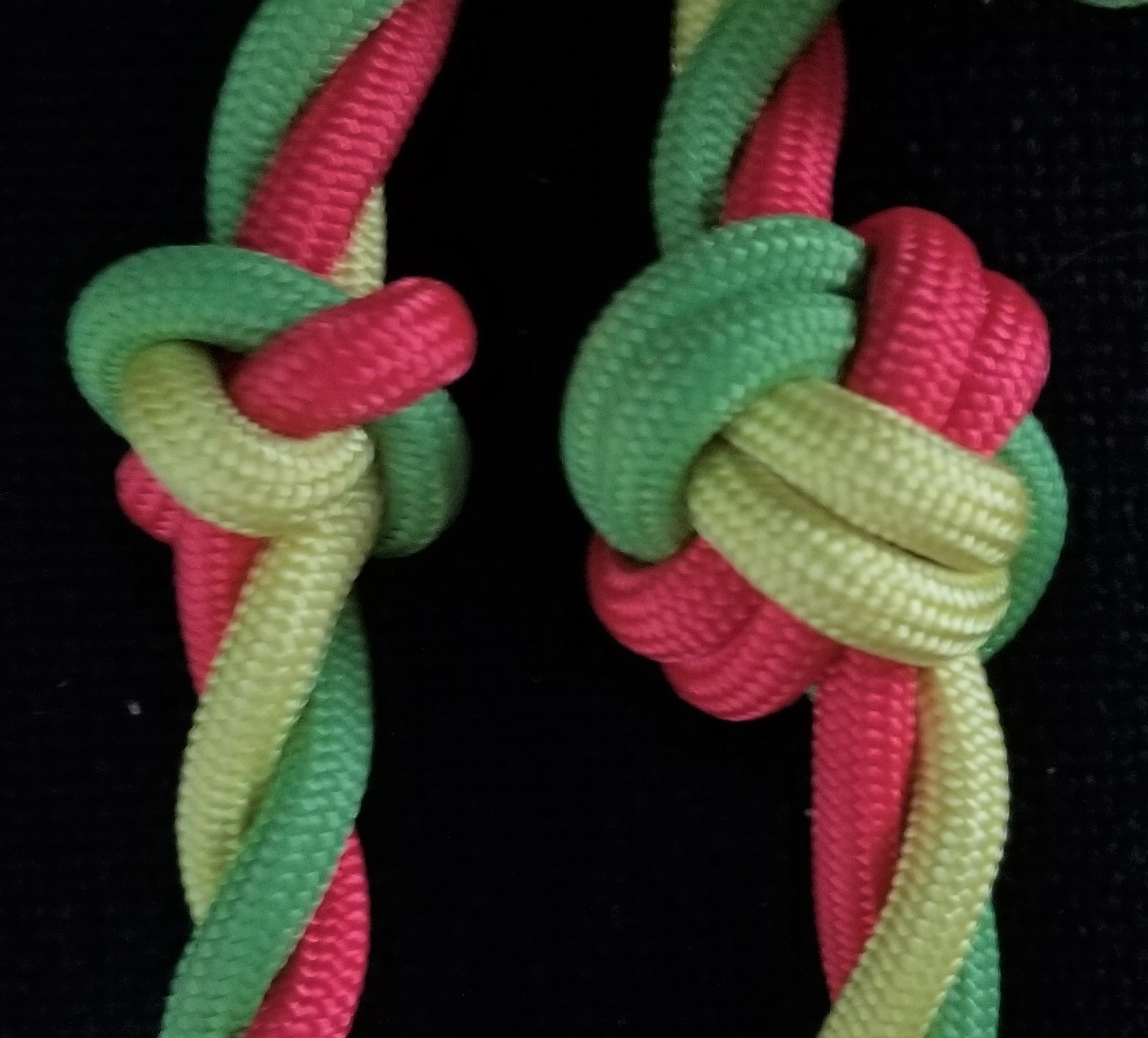
Größenvergleich vom Einfachem - und Doppeltem Fußpferdknoten
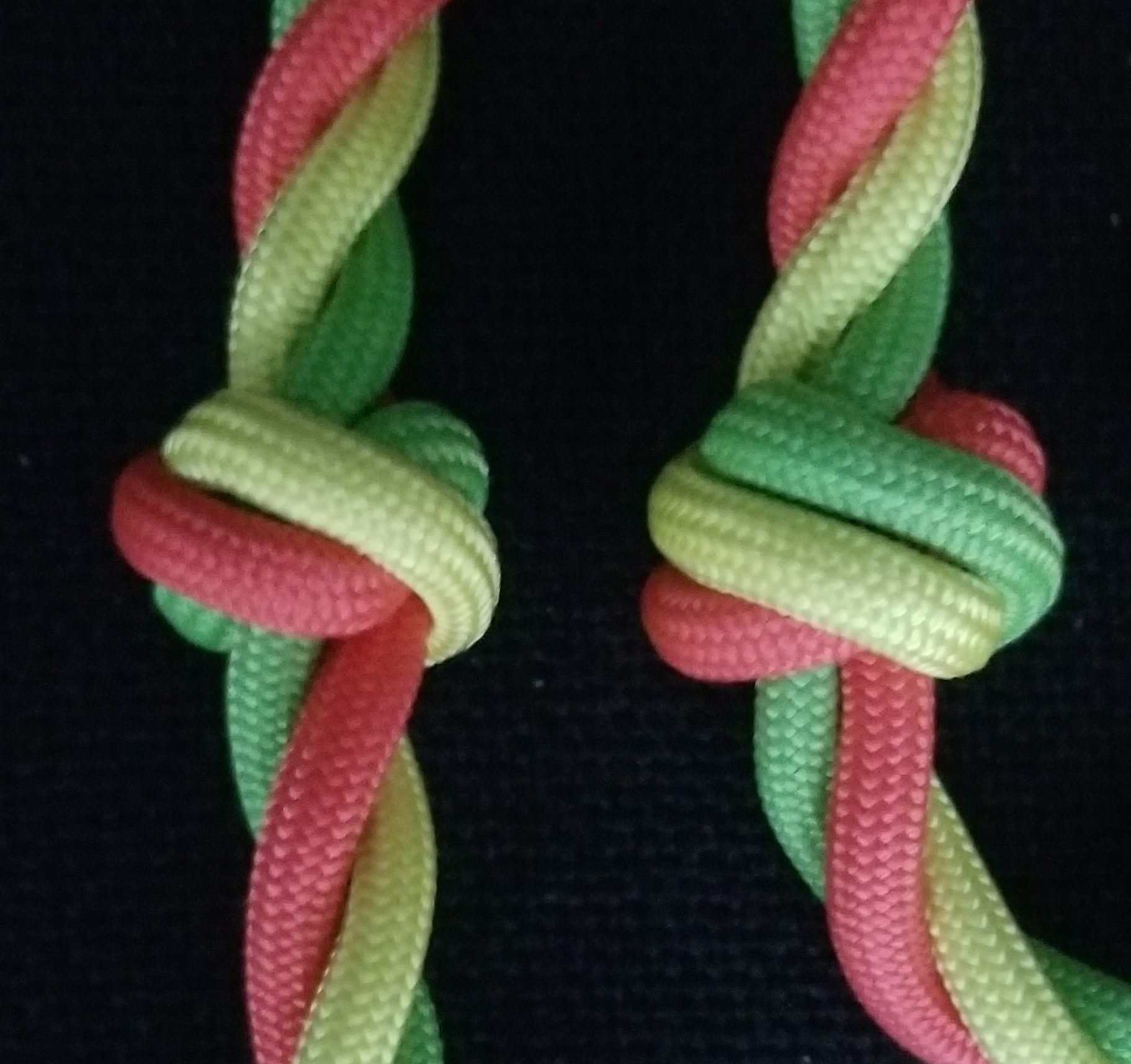
Als Zierknoten wird auch der Einfache Taljereepsknoten (links) oder der Doppelte Taljereepsknoten (rechts) häufig an Lederbändern in Verbindung mit Schmuck verwendet.
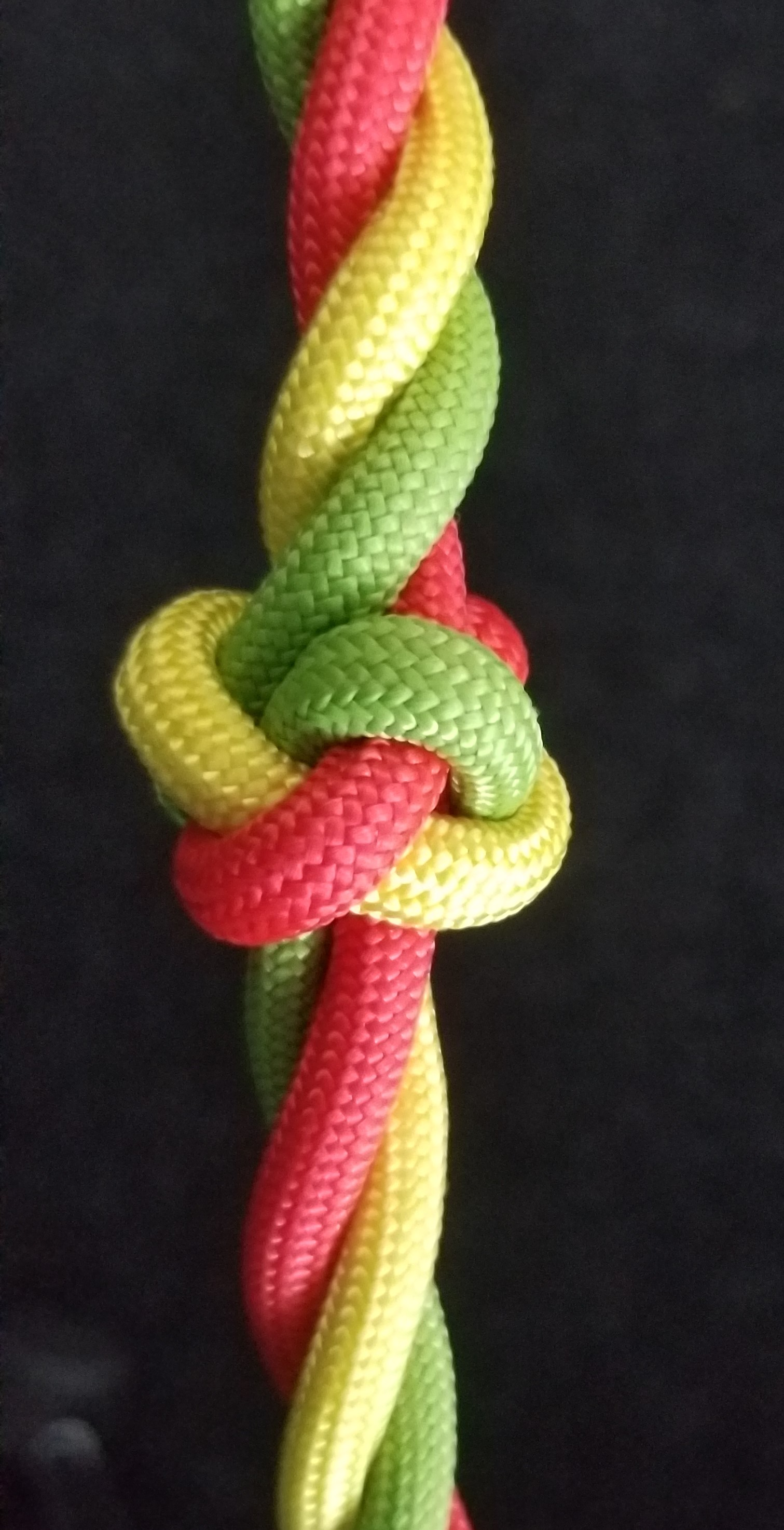
Ebenso der Diamantknoten